# Повстенко, Валерий Семёнович
Вале́рий Семёнович Повсте́нко (укр. Валерій Семенович Повстенко; 23 сентября 1951, Кировоград — 26 февраля 2025) — украинский футбольный тренер

## Биография
В 1979—1980 годах играл за «Локомотив» из Знаменки в чемпионате Украинской ССР среди коллективов физкультуры. За команды мастеров не выступал.
В 1972 году окончил Кировоградский педагогический институт. С 1976 по 1992 год работал старшим тренером в кировоградской ДЮСШ-2, среди воспитанников — Игорь Макогон, Константин Сосенко. С 1992 года работал помощником Юрия Коваля в александрийской «Полиграфтехнике». В 1995 году стал тренером в штабе Виктора Пожечевского в полтавской «Ворскле». В сезоне 1995/96 полтавская команда, в которой Повстенко отвечал за тренировочный процесс, стала победителем первой лиги Украины, а в следующем чемпионате смогла выиграть бронзовые награды высшей лиги. В 1998 году, вместе с Пожечевским, Повстенко отправился в туркменский «Копетдаг». В 2000 году вернулся в Украину, где стал тренером в клубе «Горняк-Спорт». В следующем году, после отставки Анатолия Думанского, возглавил клуб из Комсомольска, провёл на посту год. В начале 2002 года был назначен главным тренером тернопольской «Нивы», пробыл на должности до сентября.
После ухода из тернопольского клуба вернулся в Кировоград, где стал тренером в Государственной лётной академии Украины. Возглавляя вузовскую команду «Икар-МАКБО», становился чемпионом Украины среди студентов и участвовал в первенстве Европы среди команд учебных заведений. В 2005 году стал тренером в кировоградской «Звезде», в августе того же года был назначен главным тренером клуба. Продолжил возглавлять команду после лишения её профессионального статуса в 2006 году. В 2008 году находился в «Звезде» на должности начальника команды. Позже работал тренером-селекционером в академии кировоградского клуба.
Скончался 26 февраля 2025 года в возрасте 73 лет.